# Миграция пестицидов в почве
Миграция и перераспределение пестицидов в почвенном профиле осуществляется за счет диффузии в жидкой и газовой фазах, капиллярного и гравитационного перемещения воды, поглощения и экссудации корневой системой растений.
Миграция пестицидов в почвенном профиле происходит в основном за счет капиллярно-гравитационного перемещения воды. Скорость миграции и глубина проникновения пестицидов зависят от множества факторов, связанных как с почвенно-климатическими особенностями (гранулометрическим составом, содержанием коллоидов и сорбционной способностью почв, количеством осадков), так и со свойствами и дозами вносимых в почву препаратов.
В случае фильтрации под действием сил гравитации перенос препарата через почвенный профиль обычно является комбинацией двух процессов: фронтального потока и «преимущественного» массопереноса. Фронтальный поток рассматривает однородное движение воды и растворов через почву. «Преимущественный поток», выражаемый в быстром «проскоке» вниз по почвенному профилю, является результатом действия различных факторов. Движение растворов по специфическим «предпочтительным» путям во многом обусловлено наличием в структурной почве макропор (трещины, ходы почвенной фауны, каналы по ходам корней и т. д.). Поток по макропорам обусловливает более быстрое, чем ожидается, вымывание химикатов, применяющихся на поверхности почвы, так что растворы, находящиеся в быстро текущем потоке по макропорам не имеют достаточно времени для установления равновесия с медленно двигающейся или стоячей водой в почвенной матрице. Другие типы преимущественного переноса, такие как «пальчатые» и «воронкообразные» потоки (Kung, 1991), могут наблюдаться в песчаных почвах. Исследования «преимущественного потока» описаны в ряде работ: Van Genuchten et al., (1990), Kladivko et al., (1991), Steenhuis and Parlange (1991), Ghodrati and Jury (1992), Сметник и др. (2005).
Фронтальный поток определяет перемещение основной массы пестицида, тогда как транзитным потоком переносятся микроколичества препарата. Принимая во внимание строгие ограничения по содержанию пестицидов в питьевой воде, можно допустить, что неконтролируемые сегодня микроколичества химикатов, достигнув уровня грунтовых вод, могут превысить принятые ПДК.
В зоне умеренного климата основное количество токсикантов в большинстве случаев локализуется в слое 0-30 см. Проникновение незначительного количества пестицидов на большую глубину до 50-80 см и в отдельных случаях до 100—120 см, наблюдалось, как правило, в почвах, характеризующихся легким гранулометрическим составом и низким содержанием гумуса, в условиях избыточного увлажнения, а также при увеличении доз или при многократном применении пестицидов. Сравнительная глубина проникновения отдельных пестицидов в пределах каждого из классов органических соединений в значительной мере зависит от степени поглощения их почвой и растворимости (Овчинникова, 1987).
Из перечисленных выше факторов миграции пестицида по почвенному профилю (диффузии в жидкой и газовой фазах, капиллярного и гравитационного перемещения воды, поглощения и экссудации корневой системой растений) на долю нисходящего гравитационного тока воды, вызванного атмосферными осадками или талыми водами, приходится около 80 — 85 % убыли начальной концентрации химиката в заданном почвенном горизонте (Бондарев, 1988).